# Cold Chillin’ Records
Cold Chillin’ Records war ein US-amerikanisches Hip-Hop-Label in den späten 1980er und frühen 1990er Jahren. Gegründet wurde das Label von dem Musikproduzenten und DJ Marley Marl. Erster Firmensitz war die Wohnung von Marl's Schwester in der Sozialwohnungssiedlung Queensbridge in Queens, New York City.
Cold Chillin' war eines der prägenden Labels des sogenannten Golden Age of Hip-Hop und musikalische Heimat der Juice Crew um Marley Marl, Biz Markie, Big Daddy Kane und andere.
Kurzzeitig existierte das Sublabel Livin' Large Records. Wenig später kam es zum Rechtsstreit zwischen Marl und dem Label und ihm wurden die Rechte an allen Songs zugesprochen, die er für Cold Chillin' produziert hatte. 1998 wurde das Label geschlossen.

## Künstler
- Big Daddy Kane
- Biz Markie
- Craig G
- GZA (damals als The Genius)
- Kool G. Rap
- Masta Ace
- MC Shan
- Roxanne Shanté